# Татјана Петровић
Татјана Тања Петровић (Нови Сад, 28. фебруар 1967 — Београд, 21. фебруар 2013) била је српска новинарка и уредница. Обављала је дужност секретарке за културу Града Београда.

## Биографија
Дипломирала је на Факултету музичке уметности Универзитета у Београду.
Каријеру новинара започела је на Студију Б, а затим наставила на Трећем каналу РТС-а, сарађујући на пројекту Фестовизије. Била је сарадник Бемуса, Битефа, Феста, Трибине композитора, часописа Рок. Најдуже се задржала на Радију Б92, где је радила као уредница културног програма. Након 2000. године била је секретар за културу града Београда, четири године, а затим уредница издавачке куће Самиздат Б92.
Од 2006. радила је у Политици као уредник онлајн издања, покренувши уједно рубрику Мој живот у иностранству. Знатно је допринела дигитализовању архиве листа Политика.

## ФондацијаТања Петровић
Почетком 2014. године основана је Фондација Тања Петровић, која ће сваке године, на њен рођендан, додељивати награду за новинарство са њеним именом. Досадашњи добитници су: 
- 2014 — Милан Влајчић[1]
- 2015 — Жикица Симић[2]
- 2016 — Бојана Андрић[3]
- 2017 — Петар Пеца Поповић[4]
- 2018 — Иван Меденица[5]
- 2019 — Теофил Панчић[6]
- 2020 — портал SEEcult.org[7]
- 2021 — Горанка Матић[8]
- 2022 — Борис Миљковић[9]
- 2023 — Бранко Росић[10]
- 2024 — Драган Амброзић[11]
- 2025 — Сара Арсеновић[12]